# Kostel svaté Alžběty (Muľa)
Kostel svaté Alžběty je kostel v obci Muľa (okres Velký Krtíš), který navrhl István Medgyaszay na soukromou objednávku rodiny Körffyovců. Budova s odvážnými architektonickými řešeními byla první železobetonovou konstrukcí mezi kostely na území bývalého Uherska. 

## Popis stavby
Centrální dispozici stavby tvoří oktagonální půdorys s oltářním výklenkem, do tohoto prostoru vede hlavní vstup do kostela. Klenba hlavního prostoru kostela sestává z předem vybetonovaných tenkých skořepinových segmentů, které jsou spojeny zvnějšku viditelným vyzdvihnutým železobetonovým věncem. Hmotovou skladbu doplňuje štíhlá zvonice s otevřenou arkádou a vzhůru se zužujícím štítem. Spojovací článek mezi věží a hlavní síní tvoří pěvecký chór. Sakristie, navazující na věž, má rovný strop. Ztvárnění okenních otvorů svědčí o inspiraci z gotiky.
 
Výzdoba interiéru kostela je prostá, bez zbytečných, narušujících prvků. Oltáře ve stylu secesní novogotiky jsou dílem L. Tihanyiho. Po obvodu kopule jsou vysoké sochy andělů (cherubínů) od maďarského sochaře Ference Sidlóa, průčelí zdobí rámy s oblými obrysy. Architekt zde dosáhl s uplatňováním železobetonu vzájemnou integraci nového materiálu a kulturního dědictví lidového umění, ztvárňujíc tak národní styl.